# Ikigai
Ikigai (japanisch 生き甲斐 ‚Lebenssinn‘) ist frei übersetzt „das, wofür es sich zu leben lohnt“, „die Freude und das Lebensziel“.
Generell hat in der japanischen Kultur bedingt durch religiös-philosophische Überlieferungen die gründliche Selbsterforschung und die Suche nach dem Lebenszweck eine wichtige Bedeutung. Die Sinnfindung ist naturgemäß von Individuum zu Individuum sehr verschieden. Die japanische Ratgeberliteratur (ikikata no hon) hat hier das Konzept Ikigai entdeckt, das dem Sinnsuchenden Lebensfreude und damit innere Zufriedenheit vermitteln soll.
In den japanischen Medien werden häufig das landeseigene Selbstverständnis und die kulturelle Identität thematisiert. Demnach wird dort auch die Frage diskutiert, welche gesellschaftlichen Ideale als Grundlage für Ikigai dienen sollten, was man als Ikigai ansehen kann (und was nicht) und ob man Personen bei der Suche nach Ikigai in organisierter Weise anleiten sollte (oder nicht). Das Konzept Ikigai ist vor allem im Rahmen des neueren japanischen Sinnorientierungs- und Selbstoptimierungstrends ab den 1980er Jahren von Bedeutung, in denen auch der iyashi-Trend und der Trend zu einer neuen Spiritualität seinen Anfang nahm;

## Entwicklung und Bedeutung des Begriffs
Im Laufe der Zeit durchlief der Begriff Ikigai verschiedene Bedeutungen. Er taucht im Taiheiki bereits im 14. Jahrhundert auf, fand dann Verwendung in der Erzählung Kōjin (行人, 1912) von Natsume Sōseki und wurde bis zum Ende des Zweiten Weltkrieges hauptsächlich auf Kaiser und Nation bezogen in dem Sinne, dass Ikigai auch gleichbedeutend war mit Shinigai (死にがい, „das, wofür es sich zu sterben lohnt“). Erst Mitte der 1960er-Jahre, als der Lebensstandard in Japan durch den ökonomischen Aufschwung eine Verbesserung erfuhr, setzte ein „Ikigai-Boom“ bei Büchern und in Zeitschriften ein, der bis heute anhält.
Ikigai kann zwei verschiedene Konnotationen haben, die man auch in dieser Differenzierung in der japanischen Literatur findet. Einerseits sind es die bestimmten Interessensobjekte, Aktivitäten oder besondere Lebensumstände, die das Leben lebenswert machen (生き甲斐対象, ikigai taishō); in Folge visuelle Beispiele, die im Zusammenhang mit Ikigai erwähnt werden:

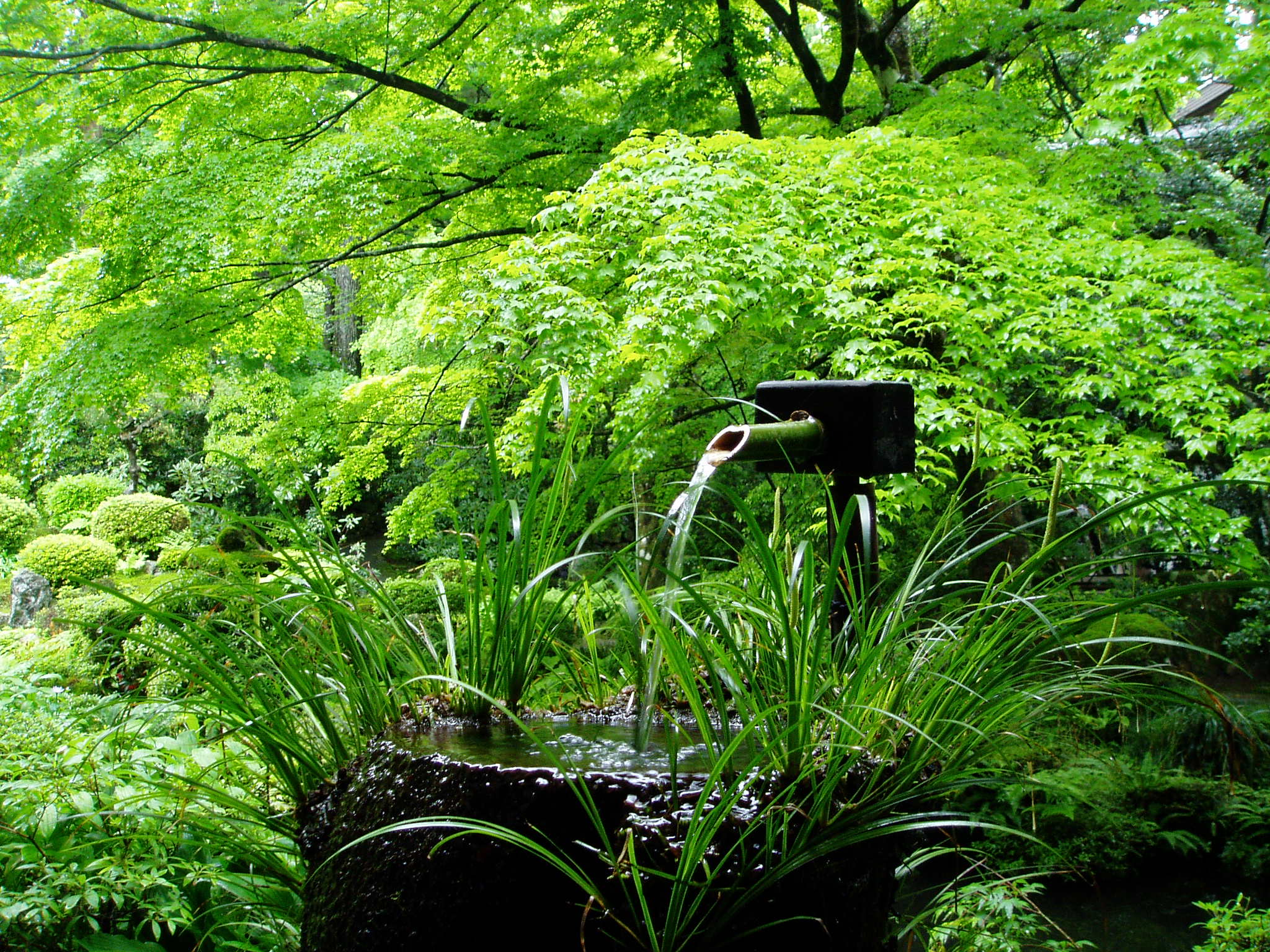
Natur – Garten
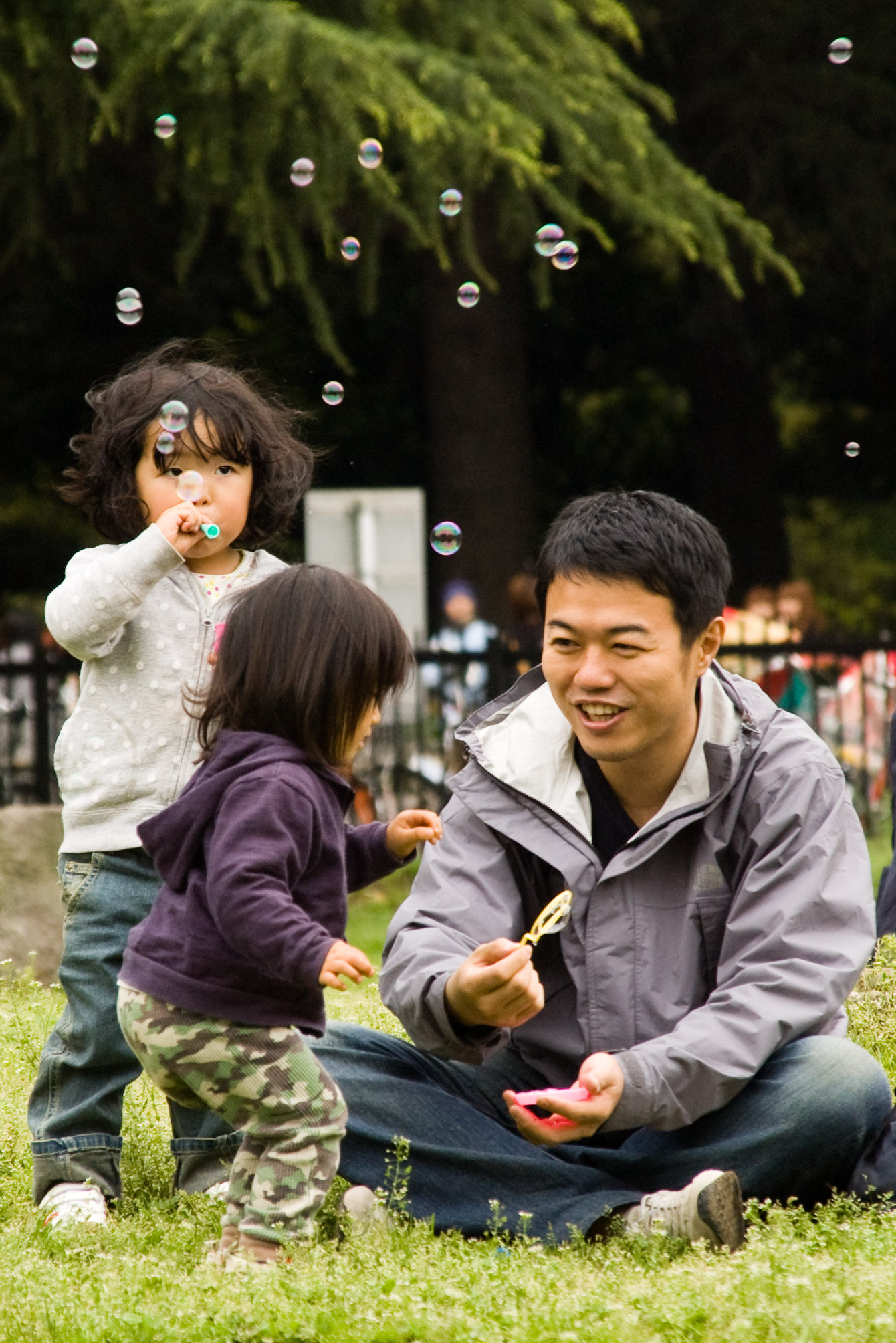
Familie – Kinder
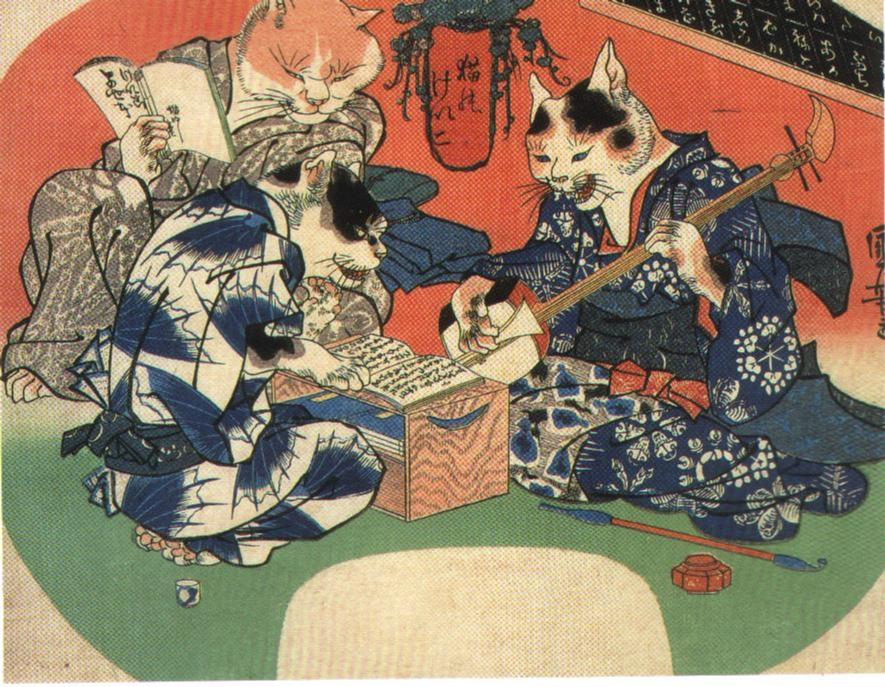
Kunst – Malerei
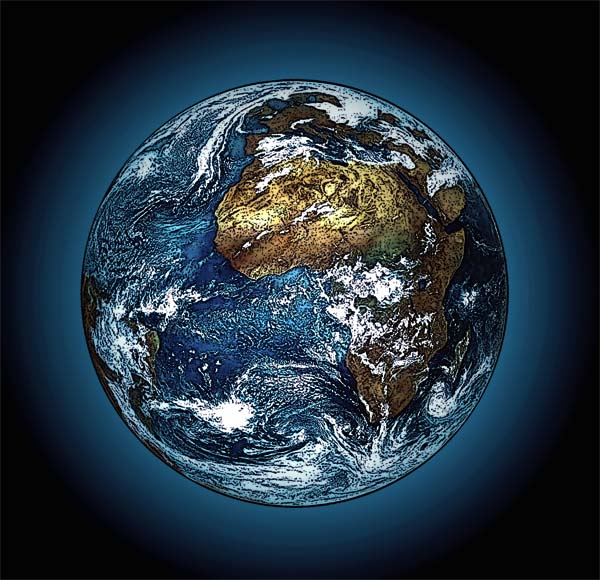
Erde – Reisen
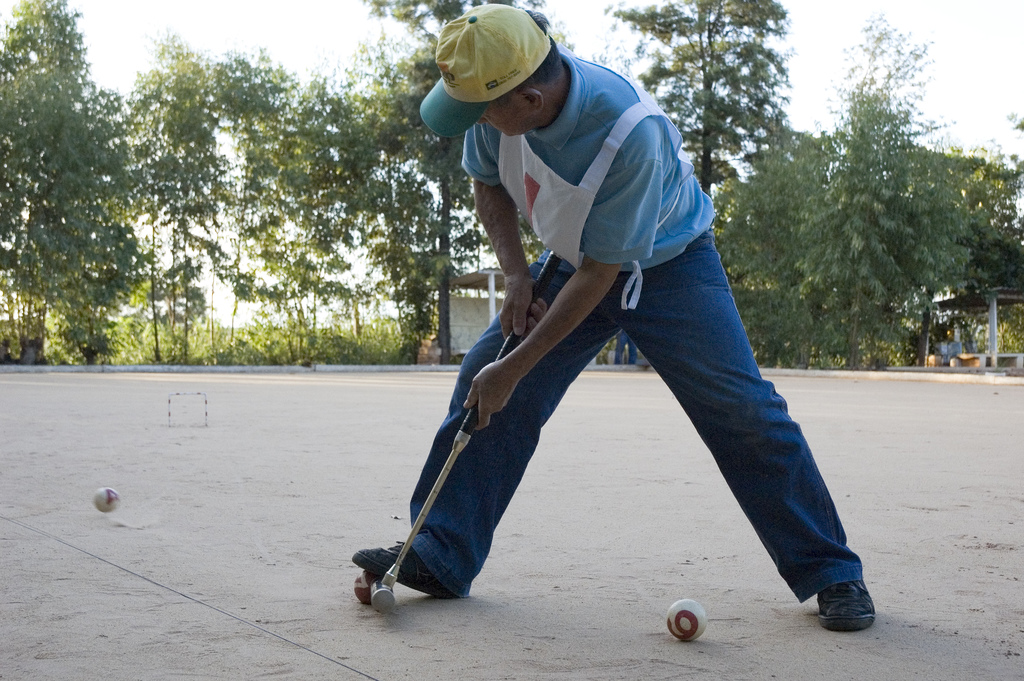
Lieblingssport – Gateball
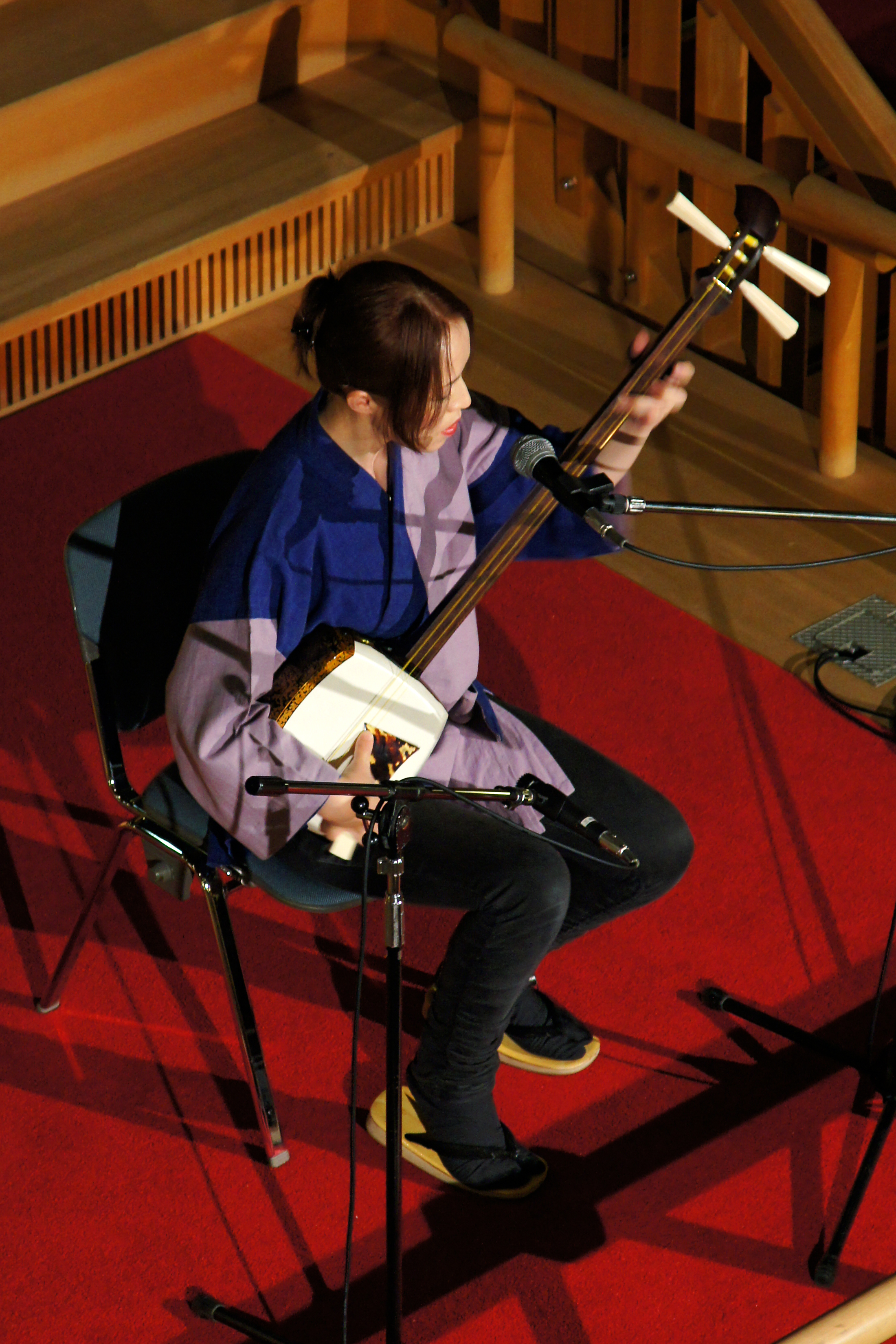
Musik – ein Instrument spielen
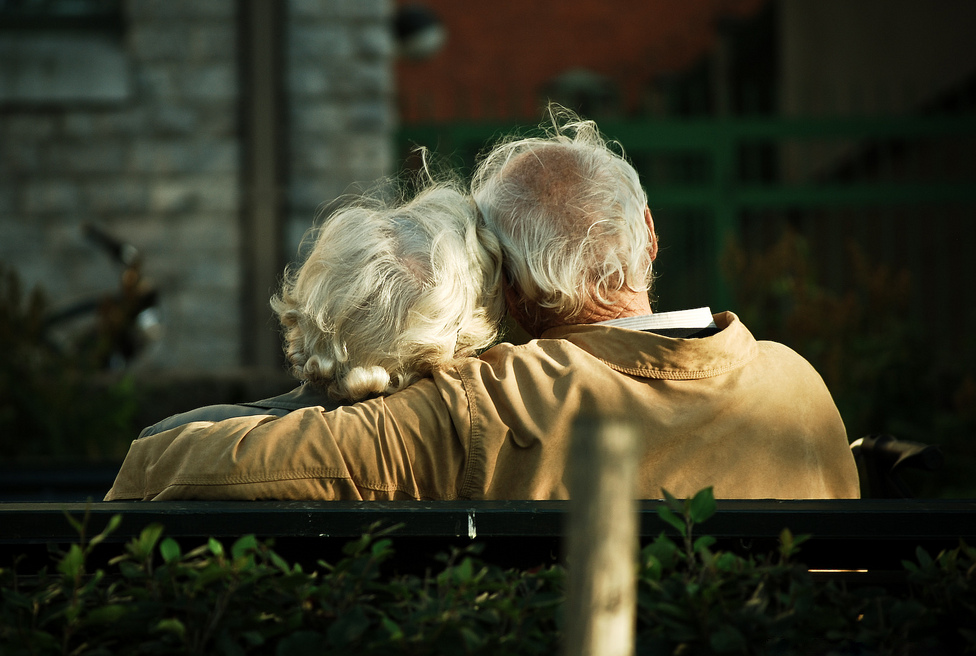
Partnerschaft – Vertrautheit

Andererseits bezeichnet Ikigai aber auch das Gefühl, diesen Zustand der Lebensfreude erreicht zu haben (生き甲斐感, Ikigai kan). In dieser Bedeutung entspricht es aus westlicher Sicht einem subjektiven Wohlgefühl, das das Empfinden eines Sinngehalts des Lebens (eine Bestimmung) umfasst und dabei „die Freude lebendig zu sein“ einschließt, etwa ähnlich dem Zustand, den Psychologen als gesunde Leidenschaft („Lebensinbrunst“) bezeichnen, oder was im Französischen mit la joie de vivre und raison d’être umschrieben wird.

## Der Einzelne für sich und in der Gruppe
Verschiedene Autoren haben sich zu Ikigai geäußert, wobei sie es – je nach ihrem weltanschaulichen Standpunkt und damit verbundener Sicht auf die japanische Gesellschaft – entweder auf der Basis von Ittaikan (一体感, ‚(Gruppen-)Zugehörigkeitsgefühl‘, ‚Einssein mit der Gruppe‘) oder auf der Basis von Jiko Jitsugen (自己実現, ‚Selbstverwirklichung‘) begründet sehen. Hamaguchi verwendete seit 1985 dafür die Begriffe kanjin, ein Mensch, dessen Identität in den Beziehungen zwischen ihm selber und anderen liegt, was der soziozentrischen japanischen Identität entspreche, und kojin, ein Mensch, der sich als autonomes Wesen verstehe, wie es häufiger in der westlichen Kultur vorkomme. Dieses Selbstverständnis werde schon Kindern anerzogen: Während in Japan Kinder in allen Entwicklungsstufen shūdan seikatsu (集団生活, ‚Gruppenleben‘) lernen, werde im Westen mehr die Individualität der Persönlichkeit gefördert.

### Beispiele verschiedener Sichtweisen
Die klinische Psychiaterin Mieko Kamiya (1914–1979) vertrat die Meinung, dass Ikigai nicht nur in der Anpassung an eine soziale Rolle, beispielsweise als Mutter, gefunden werden kann. In ihrem Buch, das 1966 erschien und mittlerweile mehr als 12 Auflagen erreicht hat, weist sie darauf hin, dass es Menschen gibt, die ihre bisherige soziale Position bewusst aufgeben, um ein ganz anderes, ein neues Leben zu führen, beispielsweise indem sie einer Berufung folgend Missionar werden oder als Forscher Familie und Freunde zurücklassen, um in einem fremden Land mit einer fremden Kultur zu leben und zu arbeiten. Nach Kamiya sei Ikigai „absolut individuell“, sollte aus eigener Faszination heraus zum Ziel der eigenen Befriedigung gesucht und nicht nur als rein zweckmäßiger Gemeinnutz verstanden werden. Aus ihrer auch existenzialistisch geprägten Sichtweise sei Ikigai die Rechtfertigung für das Leben eines jeden einzelnen, wobei gerade auch das Wissen um die Vergänglichkeit aller materiellen und ideellen Güter, das Leiden und den eigenen Tod den Menschen in die Lage versetze, ein positives Gefühl für das Lebendigsein  zu entwickeln.
Der Buddhist Nikkyō Niwano (1906–1999), Begründer der Organisation Risshō Kōseikai (立正佼成会 „Gesellschaft für Aufrichtung von Recht und mitmenschlichen Beziehungen“) und ein Verfechter von Ittaikan, sah vor allem die Familie und ihr Umfeld – und darin auch die externe Arbeit, die familieninterne Produktivität, Verantwortung, Freizeit, den Zusammenhalt und altruistische Opferbereitschaft – als die natürliche Quelle für Ikigai. In seinem unreferenzierten Traktat von 1969 schreibt er beispielsweise, dass auch Senioren in diesem Zusammenhang weiter aktiv zum gemeinschaftlichen Leben beitragen sollten und „eher etwas für andere tun, als andere etwas für sie selber tun zu lassen.“ Nikkyō plädiert damit für ein demokratisches, (nicht militärisch) diszipliniertes Japan, in dem das Ikigai des Einzelnen vor allem durch seine Rolle in der Gruppe erwächst.
Der Psychiater Tsukasa Kobayashi (* 1929) unterstützt die Sichtweise von Kamiya, argumentiert aber in schärferem Ton gegen die konventionellen Normen der japanischen Gesellschaft. Viele Firmenangestellte verhielten sich wie Arbeitsroboter, die der Illusion erliegen würden, dass sie mit ihrem Tun ihre Familie, ihre Firma und Japan unterstützten und darin ihr Ikigai fänden. Doch am Ende des Arbeitsprozesses würden sie feststellen, dass sie problemlos ausgetauscht werden könnten und in Wirklichkeit kein echtes Leben geführt hätten. Ikigai sei nicht durch materielle Güter zu erreichen, sondern erfordere eine „Freiheit des Geistes“. Ikigai werde nicht nur fälschlich mit „der Arbeit“ assoziiert, sondern auch irrtümlich gleichgesetzt mit beispielsweise „Gateball“ (ゲートボール, Gētobōru, einem beliebten Seniorensport), „Blumenzüchten“ oder dem „Schreiben von Haiku“; ersteres sei aber Hatarakigai (働きがい, das Gefühl, dass die eigene Arbeit es wert sei, getan zu werden), die anderen Beispiele seien Asobigai (遊びがい, Spielereien, die die Zeit wert sind, die man mit ihnen verbringt). Aber Ikigai sei mehr: Auf der Basis menschlicher Lebenserfahrung und Erkenntnis sei es das Gefühl der Befriedigung von Wünschen und Erwartungen, von Liebe und von Glücklichsein – allein oder zusammen mit anderen Menschen –, also die Gesamtwahrnehmung des Wertes des (eigenen) Lebens. Wie Kamiya vertritt damit auch Tsukasa eine eher westliche Sichtweise, in der er die japanische Gesellschaft wie ein von negativen Aspekten befreites Amerika sieht, ohne Gewalt, Drogen und Zynismus, in dem das Individuum – ohne Zwang durch die Gesellschaft – seinen eigenen Traum (er)leben kann.
Der Amerikaner Gordon Mathews, Professor für Anthropologie, verglich Anfang der 1990er Jahre die Präsentation und Wahrnehmung von Ikigai in den japanischen Medien und führte gleichzeitig vor Ort Interviews zu dem Thema durch. Er stellte fest, dass in Zeitschriftenartikeln und Büchern im Laufe der Zeit mehr und mehr Jiko Jitsugen in den Vordergrund rückte, während in seinen Interviews persönliches Ikigai stärker mit Ittaikan im Zusammenhang gebracht wurde. Mathews interpretiert dies in seinen Publikationen als eine langsame Veränderung der japanischen Gesellschaft, die aber individuell mit Verzögerung (lag phase) an- und wahrgenommen werde.

### Ikigaials Herausforderung im Ruhestand
Seit einigen Jahrzehnten gibt es in japanischen Unternehmen Bestrebungen, älteren Mitarbeitern bei der Suche nach Ikigai zu helfen. Die Notwendigkeit dieser Unterstützung durch Arbeitgeber wird am Beispiel der „Shōwa-hitoketa-Männer“ (昭和一桁) deutlich, die der Generation der etwa 1926 bis 1935 Geborenen entspricht. Diese Generation war es, die durch harte Arbeit und ohne viel Freizeit nach dem Zweiten Weltkrieg die Basis für die später aufstrebende Wirtschaft Japans legte. Shōwa-hitoketa-Männer werden charakterisiert als „… können nicht tanzen, können nicht Englisch sprechen, wissen nur, wie man Befehle befolgt, essen alles auf, was man ihnen auf den Teller legt, und finden ihr Ikigai nur in der Arbeit“. Erreichen sie das Rentenalter und die vertraute Routine der Arbeit fällt weg, verlieren sie auch ihr Ikigai, sie neigen zu Depressionen und sie werden für ihr Umfeld – besonders für ihre Ehefrauen – zur Belastung. Dieses in der japanischen Gesellschaft oft diskutierte Phänomen wurde ebenso wie die japanische Taugenichtsfigur Hikikomori schon in der europäischen Literatur behandelt, etwa in Milena Flašars Roman Herr Katô spielt Familie (2018). Die Autorin beschäftigt sich anhand des Herrn Katô mit der Frage eines authentischen Lebens. Indem der Protagonist mehrere Fake-Existenzen durchspielt, kommt er dem Problemkreis Sinnkrise, Identitätssuche, Entfremdung und Vereinsamung näher.
Die organisierte externe Hilfe bei der Suche nach Ikigai hat aber auch Gegner, die den Standpunkt vertreten, dass bei so einer persönlichen Sache der Selbstfindung und Selbstverwirklichung eine Hilfestellung oder ein Ikigai-Training lächerlich sei und im Prinzip dem eigentlichen Konzept widerspreche.

### Ikigaiin der Überflussgesellschaft
Am Ende der 1980er und Beginn der 1990er Jahre – während einer Phase des deutlich wahrnehmbaren materiellen Überflusses in Japan – setzten sich Zeitungsartikel mit der „Schwierigkeit“ auseinander, Ikigai in einer Situation zu finden, in der alles zu jeder Zeit im Überfluss verfügbar sei. Seitdem sich dieser Zustand durch einen Abschwung der ökonomischen Gegebenheiten wieder veränderte, trat auch die mediale Diskussion dieses „Problems“ wieder in den Hintergrund.

## Studien

### Ohsaki-Studie
Toshimasa Sone und Mitarbeiter vom Fachbereich Medizin an der Universität Tōhoku, Sendai, Japan, führten ab 1994 eine siebenjährige Longitudinalstudie mit 43.391 erwachsenen Personen (Alter: 40 bis 79 Jahre) durch, die sie unter anderem auch in Bezug auf Ikigai befragten. Die Forscher umschrieben dabei den Begriff als „Glaube, dass es das eigene Leben wert ist, gelebt zu werden“; mögliche Antworten waren ja, unsicher oder nein.
Im Zeitraum der Studie verstarben 3.048 Probanden (7 %). Bei der folgenden statistischen Auswertung wurden auch Faktoren wie Alter, Geschlecht, Ausbildung, Body-Mass-Index, Zigaretten- und Alkoholkonsum, körperliche Ertüchtigung, Arbeitsverhältnis, empfundener Stress, Krankengeschichte und eine Selbstbeurteilung der Probanden bezüglich ihrer Gesundheit berücksichtigt. Fast 60 % der Studienteilnehmer hatten ja zum Empfinden von Ikigai gesagt und diese Personen waren zumeist verheiratet, hatten eine Ausbildung und standen in einem Arbeitsverhältnis; sie gaben an, weniger Stress zu haben, und schätzten sich selber gesünder ein.
Die Auswertung der Todesfälle ergab, dass Personen, die nein in Bezug auf Ikigai angegeben hatten, eine höhere Mortalität aufwiesen als diejenigen, die mit ja geantwortet hatten. Nach Kategorisierung der Todesart wiesen Nein-Sager ein signifikant höheres Risiko bezüglich kardiovaskulärer Erkrankungen und Tod durch externe Faktoren auf; bei Tod durch Krebserkrankung wurde kein signifikanter Unterschied zwischen Ja- und Nein-Sagern gefunden. Die Studie wurde 2008 veröffentlicht.
Die Studie kommt zu dem Schluss, dass die Angabe einer Empfindung von Ikigai die Qualität eines Vorhersagewerts habe: 95 % der Personen mit Ikigai waren nach 7 Jahren noch am Leben, verglichen mit etwa 83 % derer, die kein Ikigai empfanden. Ähnliche Aussagen – eine positive Lebenshaltung stehe in Verbindung mit physischer Gesundheit und dadurch mit einer höheren Lebenserwartung – werden auch durch andere Autoren bestätigt.

### JAGES-Studie
Von der longitudinalen Japan Gerontological Evaluation Study (deutsch: Japanische gerontologische Evaluierungsstudie), die Gesundheitsdaten von über 65-jährigen Japanern untersucht, wurde eine Subgruppe von insgesamt 10.867 Probanden zufällig ausgewählt und nach Ikigai befragt. Die Frage lautete „Haben Sie Ikigai?“ mit den Antwortoptionen „Ja“ und „Nein“. Die Antwort „Ja“ war mit einem 31 % geringeren Risiko der Entwicklung einer funktionellen Behinderung und einem 36 % geringeren Risiko der Entwicklung einer Demenz während der dreijährigen Nachbeobachtungszeit verbunden.

### Deutsch
- Ken Mogi: Ikigai: Die japanische Lebenskunst. DuMont, Köln 2022, ISBN 978-3-8321-6516-1.
- Francesc Garcia: Ikigai. Gesund und glücklich hundert werden. Aus dem Spanischen von Hector Garcia. Allegria, Berlin 2016, ISBN 978-3-7934-2317-1.
- Klaus Motoki Tonn: Ikigai: Das Geheimnis der kleinen Dinge. YUNA Verlag in der Penguin Random House Verlagsgruppe, München 2023, ISBN 978-3-517-30338-3.

### Japanisch und Englisch
- Kamiya Mieko: Ikigai ni tsuite (生きがいについて), Misuzu Shobō, Tōkyō 1966, ISBN 4-622-08181-4.
- Nikkyō Niwano: Ningen no ikigai (人間の生きがい), Kōsei Shuppansha, Tōkyō 1969, ISBN 4-333-01027-6.
- Tsukasa Kobayashi: Ikigai to wa nanika (「生きがい」とは, 何か: 自己実現へのみち), Nihon Hōsō Shuppan Kyōkai, Heisei 8, Tōkyō 1996, ISBN 4-14-001579-9.
- S. Noma (Hrsg.): ikigai. In: Japan. An Illustrated Encyclopedia. Kodansha, 1993, ISBN 4-06-205938-X, S. 588.
- Gordon Mathews: What Makes Life Worth Living? How Japanese and Americans Make Sense of Their Worlds. University of California Press 1996, ISBN 0-585-28509-8.
- John W. Traphagan: The Practice of Concern: Ritual, Well-Being, and Aging in Rural Japan. Carolina Academic Press, 2004, ISBN 0-89089-406-X.
- Kokoro Shirai, Hiroyasu Iso, Hideki Fukuda, Yasuhiro Toyoda, Toshio Takatorige, Kozo Tatara: Factors associated with “Ikigai” among members of a public temporary employment agency for seniors (Silver Human Resources Centre) in Japan; gender differences. In: Health and Quality of Life Outcomes. Band 4, 2006, ISSN 1477-7525, S. 12, doi:10.1186/1477-7525-4-12, PMID 16504162, PMC 1450260 (freier Volltext).
- Takashi Fukino and Yoshimi Kataoka: A Structure of Narrated “Meaning of Life”: A Quantitative Analysis of Answers to an Open-ended Question in the Survey in Hilly and Mountainous Areas. Juni 2012, S. 15–26 (shimane-u.ac.jp – japanisch: 語られた「生き甲斐」の構造 中山間地域調査における自由回答の数量的分析.).